# 拉阿朗热尔
拉阿朗热尔（法語：La Harengère，法語發音：[la aʁɑ̃ʒɛʁ]）是法国厄尔省的一个市镇，属于贝尔奈区。

## 地理
拉阿朗热尔（49°13'55"N, 0°59'49"E）面积3.59 平方千米，位于法国诺曼底大区厄尔省，该省份为法国北部内陆省份，北起滨海塞纳省，西接奧恩省和卡爾瓦多斯省，南至厄尔-卢瓦省，东临瓦兹省、瓦兹河谷省和伊夫林省。
与拉阿朗热尔接壤的市镇（或旧市镇、城区）包括：勒贝克托马、克里克伯夫-拉康帕涅、富克维尔、芒德维尔。

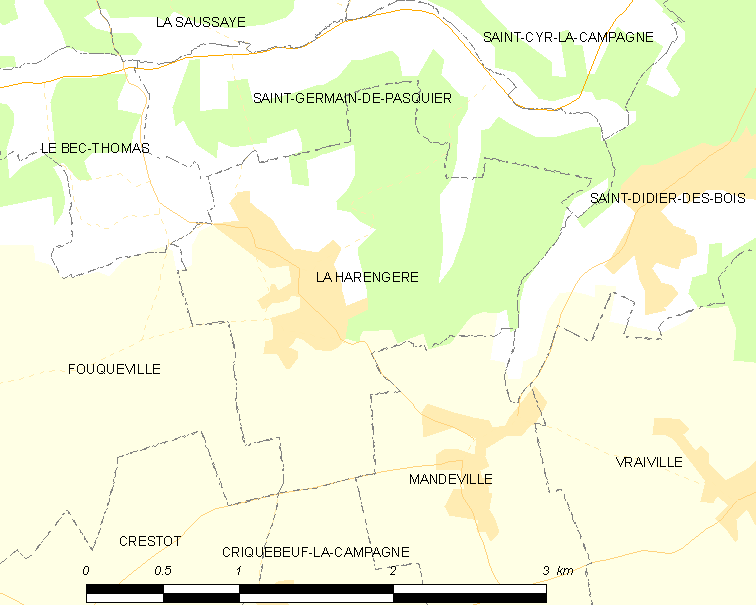
拉阿朗热尔的OSM定位图

拉阿朗热尔的时区为UTC+01:00、UTC+02:00（夏令时）。

## 行政
拉阿朗热尔的邮政编码为27370，INSEE市镇编码为27313。

## 政治
拉阿朗热尔所属的省级选区为大布特鲁尔德县。

## 人口

1962-2008年间拉阿朗热尔人口变化图示

拉阿朗热尔于2022年1月1日时的人口数量为598人。